# Napolitanska pjesma
Napolitanska pjesma (tal. Canzone Napoletana, nap. Canzona napulitana) koja se ponekad naziva i napuljska pjesma, generički je izraz za tradicionalni oblik glazbe koji se pjeva na napuljskom jeziku. Svojom popularnošću i prepoznatljivošču izvan granica Italije postale su jednim od simbola talijanske vokalne glazbe. Obično su skladane za muški glas koji pjeva solo, iako su česte i pjesme za solistice. Izražava se u poznatim žanrovima kao što je ljubavna pjesma i serenada. Mnoge pjesme govore o nostalgičnoj čežnji za Napuljem kakav je nekad bio. Žanr se sastoji od velikog dijela skladane popularne glazbe - kao što su pjesme " 'O sole mio"; "Torna a Surriento"; " Funiculì, Funiculà "; "Santa Lucia" i druge. U Italiji se napolitanske pjesme smatraju posebnim žanrom kao mješavinom tradicionalne i zabavne glazbe.
Napuljska pjesma postala je formalna institucija 1830-ih zahvaljujući godišnjem natjecanju u pisanju pjesama za Festival u Piedigrotti, posvećenoj Gospi iz Piedigrotte, dobro poznatoj crkvi u području Mergellina u Napulju. Pobjednik prvog festivala bila je pjesma pod nazivom "Te voglio bene assaie"; tradicionalno se pripisuje istaknutom opernom skladatelju Gaetanu Donizettiju, iako članak koji je 1984. objavio Marcello Sorce Keller pokazuje da nema povijesnih dokaza koji bi poduprli to pripisivanje. Festival se redovito održavao do 1950. godine, kada je prekinut. Festival napuljske pjesme koji je uslijedio na talijanskom državnom radiju doživio je izvjestan uspjeh 1950-ih, ali je naposljetku također prekinut.
U razdoblju od 1950., najpoznatije su pjesme kao što su "Malafemmena" od Totòa, "Maruzzella" Renata Carosonea, "Indifferentemente" Marija Trevija i "Carmela" Sergia Brunija. Iako ih nekoliko desetljeća dijeli od ranijih klasika ovog žanra, sada su sami po sebi postali napuljski "klasici".

## Povijest
Mnoge od napuljskih pjesama svjetski su poznate jer su ih emigranti iz Napulja i južne Italije prenijeli u inozemstvo, otprilike između 1880. i 1920. Glazbu su također popularizirali u inozemstvu izvođači kao što je Enrico Caruso, koji je počeo pjevati popularnu glazbu svog rodnog grada na bisu u Metropolitan Operi u New Yorku početkom 1900-ih. Caruso je također snimio mnoge od tih pjesama, koje su kasnije postale dio standardnog repertoara za operne tenore, a koje su izvodili i snimali poznati pjevači kao što su Beniamino Gigli, Francesco Albanese, Franco Corelli, Mario Del Monaco, Giuseppe Di Stefano i Tito Schipa. Tri tenora izveli su i popularne napuljske pjesme. Plácido Domingo snimio je puni CD Italia ti amo (Italijo, volim te) tradicionalnih i nešto modernijih napuljskih i talijanskih pjesama. Nakon njega, brojni poznati talijanski i svjetski pjevači snimili su obrade napolitanskih pjesama. Luciano Pavarotti snimio je tri albuma napolitanskih i talijanskih pjesama: The Best: Disc 2, (2005.), Pavarotti Songbook, (1991.) i Romantica, (2002.). Mario Lanza snimio je hvaljeni izbor od 12 napolitanskih pjesama na svom albumu Mario! Lanza at His Best. Opera/pop tenor Sergio Franchi snimio je svoj vrlo popularan debitantski album na Billboard Top 25 RCA, Romantic Italian Songs 1962. i nastavio snimati napolitanske pjesme na većini svojih albuma tijekom svoje karijere. Andrea Bocelli je 2009. godine snimio album posvećen tom stilu pod nazivom Incanto. Popularizacijom su se počele izvoditi uz pratnju mandoline, gitare ili glasovira.
Najvažniji domaći napuljski izvođači napuljskih pjesama u posljednjih nekoliko desetljeća su Roberto Murolo, Bruno Venturini, Mario Trevi, Mario Abbate, Mario Merola, Giulietta Sacco, Franco Ricci, Sergio Bruni, Renato Carosone i Mario Maglione. Murolo je poznat ne samo kao pjevač i gitarist, već i kao skladatelj, proučavatelj i kolekcionar glazbe; njegova kolekcija od dvanaest ploča, objavljenih 1960-ih, kompendij je napolitanskih pjesama s komentarima koji datiraju iz dvanaestog stoljeća. Predstavnici različitih struka, ali unatoč tome predvodnici kontinuirane tradicije pjesme na napuljskom, su jazz-rock kantautor Pino Daniele i folklorna skupina Nuova Compagnia di Canto Popolare.
Važan čimbenik u definiranju onoga što čini napuljsku pjesmu je pitanje jezika. Sve su ove pjesme napisane i izvedene na napuljskom jeziku. Iako glazbu pjevaju mnogi nenapuljski pjevači, teško je ispravno pjevati bez poznavanja napuljskog dijalekta, koji je ključan za dobivanje točne infleksije. Pitanje dijalekta nije spriječilo nekolicinu ne-Napuljaca da napišu dijalektalne verzije napuljskih pjesama. Najpoznatiji primjeri toga su 'A vucchella Gabrielea D'Annunzia i Tu sì 'na cosa grande Domenica Modugna.
U Napulju je 1969. izašla Enciklopedija napolitanskih pjesama.

## Popis pjesama
- 'A vucchella [en; it]
- Accarezzame [en; it]
- Canzone amalfitana
- Caruso
- C'è la luna mezz'o mare [en]
- Cerasella
- Comme facette mammeta [en]
- Core 'ngrato [en; it]
- Cu 'mmé
- Dicitencello vuje [it]
- Era de maggio [it]
- Fenesta vascia [it]
- Funiculì, Funiculà [en]
- Guaglione [it]
- 'I te vurria vasa'
- Indifferentemente [en; it]
- Lacreme napulitane
- Lazzarella
- Luna caprese
- Luna rossa
- Malafemmena
- Mamma mia che vo sapé
- Mare verde [en; it]
- Marechiare
- Marenariello
- María, Marí
- Munasterio 'e Santa Chiara [en]
- Na' sera e' maggio
- 'O marenariello
- 'O paese d'o Sole
- 'O sarracino
- 'O sole mio [en; it]
- 'O surdato 'nnammurato [en; it]
- Passione [en; it]
- Pecché? [en; it]
- Reginella
- Rose rosse
- Santa Lucia
- Santa Lucia Luntana [en; it]
- Tiempe belle [en; it]
- Torna a Surriento [en; it]
- Tu Vuò Fà L'Americano [en; it]
- Voce ′e notte

## Zapaženi glazbenici

### Pjevači
- Mario Abbate
- Francesco Albanese
- Renzo Arbore
- Andrea Bocelli
- Sergio Bruni
- Renato Carosone
- Enrico Caruso
- Franco Corelli
- Nino D'Angelo
- Gigi D'Alessio
- Gabriele D'Annunzio
- Pino Daniele
- Mario Del Monaco
- Giuseppe Di Stefano
- Elvira Donnarumma
- Aurelio Fierro
- Gigi Finizio
- Sergio Franchi
- Natale Galletta
- Beniamino Gigli
- Mario Lanza
- Angela Luce
- Mario Maglione
- Mia Martini
- Joe Masiello
- Mario Merola
- Gilda Mignonette
- Roberto Murolo
- Tullio Pane
- Maria Paris
- Gennaro Pasquariello
- Luciano Pavarotti
- Massimo Ranieri
- Giacomo Rondinella
- Jimmy Roselli
- Giulietta Sacco
- Lina Sastri
- Tito Schipa
- Totò
- Mario Trevi
- Roberto Alagna

### Skladatelji
- Pasquale Mario Costa
- Pino Daniele
- Ernesto De Curtis
- Luigi Denza
- Peppino di Capri
- Eduardo di Capua
- Enzo Gragnaniello
- E. A. Mario
- Salvatore Mazzocco
- Emanuele Nutile
- Raffaele Sacco
- Francesco Paolo Tosti

## Vanjske poveznice
- Popis tekstova nekoliko napuljskih pjesama
- Notni zapisi za 30 napuljskih pjesama
- I testi e la musica di 549 canzoni di Napoli. Neapolitan song archive (talijanski). Comune di Ponte. Inačica izvorne stranice arhivirana 17. rujna 2012.
- L'Archivio Storico delle Canzone napoletana. Archive of Neapolitan songs (talijanski). Radio-RAI. Inačica izvorne stranice arhivirana 30. studenoga 2012.